# Strict Joy
Strict Joy es el segundo y último álbum de The Swell Season (Glen Hansard y Markéta Irglová). Fue lanzado en Irlanda el 23 de octubre de 2009, tres días después sería lanzado en el resto de Europa y el 27 de octubre en Norteamérica a través de la discográfica ANTI-. El título del álbum hace referencia a un libro de poemas de 1931 escrito por el poeta irlandés James Stephens.
El álbum alcanzó el puesto #15 en el Billboard 200.

## Promoción
"In These Arms", el primer sencillo del álbum fue lanzado en iTunes el 18 de agosto de 2009 y empezó a sonar a través de streaming en spinner.com durante la misma semana.
The Sweel Season toco seis de las nuevas canciones en una aparición durante un Tiny Desk Concert de NPR, el 10 de agosto.

## Lista de canciones
1. "Low Rising" (Glen Hansard) - 3:59
2. "Feeling the Pull" (Glen Hansard) - 2:20
3. "In These Arms" (Glen Hansard) - 3:33
4. "The Rain" (Glen Hansard) - 3:40
5. "Fantasy Man" (Glen Hansard, Markéta Irglová) - 5:04
6. "Paper Cup" (Glen Hansard) - 3:21
7. "High Horses" (Glen Hansard) - 5:00
8. "The Verb" (Glen Hansard) - 4:32
9. "I Have Loved You Wrong" (Markéta Irglová) - 5:04
10. "Love That Conquers" (Glen Hansard) - 3:56
11. "Two Tongues" (Glen Hansard) - 3:44
12. "Back Broke" (Glen Hansard) - 4:03
13. "Somebody Good" (Bonus track en Japón y Corea)
14. "When Your Mind's Made Up" (Live) (Bonus track en Brasil)
15. "Falling Slowly" (Live) (Bonus track en Brasil)
16. "Lies" (Live) (Bonus track en Brasil)

Edición especial en vivo (CD)
1. "All the Way Down"
2. "Lies"
3. "This Low"
4. "Drown Out"
5. "When Your Mind's Made Up"
6. "I Have Loved You Wrong"
7. "Falling Slowly"
8. "Leave"
9. "What Happens When the Heart Just Stops"
10. "Lay Me Down"
11. "Once"
12. "If You Want Me"
13. "Broken Hearted Hoover Fixer Sucker Guy"
14. "Fitzcarraldo"

Edición especial (DVD, One Step Away - Live from the Riverside Theater, Milwaukee, WI. 8 de Mayo de 2008)
1. "Say It to Me Now"
2. "All the Way Down"
3. "When Your Mind's Made Up"
4. "Lay Me Down"
5. "Falling Slowy"
6. "Gigantic" (Pixies cover)
7. "Loved You Wrong"
8. "Fitzcarraldo"
9. "Once"

## Personal

### Músicos
- Glen Hansard - voz, guitarra
- Markéta Irglová - piano, voz
- Colm Mac Con Iomaire - violín
- Rob Bochnik - guitarra, mandolina
- Joe Doyle - bajo
- Graham Hopkins - batería
- Thomas Bartlett - piano, teclados
- Steven Bernstein - trompetas
- Clark Gayton - trompetas
- Chris Lightcap - contrabajo
- Chad Taylor - batería
- Javier Mas - guitarra